# اودمر پیگه
اودمر پیگه (انگلیسی: Audemars Piguet)
شرکت کالای لوکس سوئیسی است، که در زمینه ساخت و تولید انواع ساعت و جواهرات فعالیت می‌نماید.
شرکت اودمر پیگه در سال ۱۸۷۵ توسط ژولز-لویی اودمر و ادوارد-اوگوسته پیگه تأسیس شد. دفتر مرکزی این شرکت در شهر لا براسوس، سوئیس قرار دارد.
معروف‌ترین ساعت این برند مدل رویال اُک است که توسط ژرالد جنتا در سال 1972 معرفی شد و اولین رویال اُک زنانه چهار سال پس از آن طراحی و ساخته شد.